# Hawker Sea Hurricane
Hawker Sea Hurricane – opracowana na podstawie konstrukcji używanego przez RAF Hawker Hurricane morska odmiana samolotu myśliwskiego, celem zapewnienia nowoczesnej osłony myśliwskiej dla morskich konwojów statków handlowych. Ogółem wyprodukowano ponad 800 samolotów tego typu, z których większość stanowiła modyfikację istniejących maszyn, w wielu przypadkach używanych już wcześniej w walkach nad lądem. Pewna liczba tych maszyn, stanowiła modyfikację samolotów wyprodukowanych i dostarczonych z Kanady. Samoloty tego typu produkowano w trzech odmianach – Mark IA, Mark IB, Mark IC, Mark IIB oraz Mark IIC.
Sea Hurricane Mk. IA zostały wyposażone w szpulę katapulty, celem zapewnienia im możliwości wystrzeliwania z wyrzutni umieszczonych na statkach handlowych, w przypadku wykrycia konwoju przez nieprzyjacielskie samoloty. Następcą tej wersji maszyny, był Sea Hurricane Mk. IB, który oprócz szpuli wyposażony był także w zaczep hamujący, umożliwiający mu prowadzenie operacji z pokładów lotniskowców.  Sea Hurricane IC – wyprodukowany jedynie w kilku egzemplarzach – wyposażony został w cztery umieszczone w skrzydłach działka 20 mm, w miejscu karabinów maszynowych stanowiących wyposażenie wcześniejszych wersji. Maszyny które wyposażono w silnik Rolls-Royce Merlin XX oraz karabiny maszynowe otrzymały oznaczenie Sea Hurricane Mk. IIB. Egzemplarze z silnikiem Rolls-Royce Merlin XX i działkami, nosiły oznaczenie Sea Hurricane IIC. Niezależnie od ich oryginalnej desygnacji, oznaczenia tego rodzaju nosiły także maszyny wyprodukowane w Kanadzie.

## Służba operacyjna
Sea Hurricane zostały wprowadzone do służby w lutym 1941 roku, wraz z rozmieszczeniem na wyposażonych w katapulty statkach (CAM) samolotów z 804. Eskadry. Pierwszą jednostką rozmieszczoną na pokładach lotniskowców była 880. Eskadra, którą w marcu tego roku rozmieszczono na lotniskowcu HMS „Furious”, która w lipcu 1941 roku z pokładu tego okrętu przeprowadziła rajd na arktyczny port w Petsamo. W następnym miesiącu, wchodzący w skład 804. Eskadry samolot katapultowany z HMS „Maplin” zaatakował niemiecki Focke-Wulf Condor.
Po wprowadzeniu do służby pierwszych lotniskowców eskortowych, Sea Hurricany zostały dyslokowane na wielu z nich, i wzięły udział w wielu operacjach od wód arktycznych po Morze Śródziemne, zanim w 1943 roku zostały zastąpione przez Supermarine Seafire'y i amerykańskie F4F Wildcat.